# اس.تی. دوپانت
اس.تی. دوپانت (انگلیسی: S. T. Dupont) شرکت کالای لوکس فرانسوی است، که در سال ۱۸۷۲ تأسیس شد.